# КС-411 «Оренбург»

Схематичне зображення радянського підводного човна КС-411 «Оренбург»

| КС-411 «Оренбург»                                                                                         | КС-411 «Оренбург»                                                                                               | КС-411 «Оренбург»                                                                                               |
| --- | --- | --- |
| КС-411 «Оренбург»                                                                                         | | |
| | | |
| Радянський атомний підводний човен КС-411 «Оренбург». Оленья Губа. 2000                                   | | |
| Верф | завод № 402, Сєверодвінськ                                                                                      | завод № 402, Сєверодвінськ                                                                                      |
| Під прапором                                                                                              | СРСР Росія | СРСР Росія |
| Належність                                                                                                | Військово-морський флот СРСР · Військово-морські сили Російської Федерації                                      | Військово-морський флот СРСР · Військово-морські сили Російської Федерації                                      |
| Порт приписки                                                                                             | Сєверодвінськ, Оленья Губа, Гаджієво                                                                            | Сєверодвінськ, Оленья Губа, Гаджієво                                                                            |
| Замовлення                                                                                                | 21 червня 1967                                                                                                  | 21 червня 1967                                                                                                  |
| Закладений                                                                                                | 25 травня 1969                                                                                                  | 25 травня 1969                                                                                                  |
| Спуск на воду                                                                                             | 16 січня 1970                                                                                                   | 16 січня 1970                                                                                                   |
| Введений до складу флоту                                                                                  | 31 серпня 1970                                                                                                  | 31 серпня 1970                                                                                                  |
| Перейменований                                                                                            | 29 квітня 1982 року перейменований на КС-411; з 3 червня 1992 року — БС-411; з 8 вересня 1998 року — «Оренбург» | 29 квітня 1982 року перейменований на КС-411; з 3 червня 1992 року — БС-411; з 8 вересня 1998 року — «Оренбург» |
| Перекваліфікований                                                                                        | 1983—1990 роках модифікований за проєктом 09774 у носій глибоководних підводних апаратів                        | 1983—1990 роках модифікований за проєктом 09774 у носій глибоководних підводних апаратів                        |
| Виведений зі складу флоту                                                                                 | 2004 | 2004 |
| На службі                                                                                                 | 1970–2004 | 1970–2004 |
| Сучасний статус                                                                                           | 2009 року утилізований                                                                                          | 2009 року утилізований                                                                                          |
| Бойовий досвід                                                                                            | Холодна війна                                                                                                   | Холодна війна                                                                                                   |
| Проєкт | | |
| Тип ПЧ | атомний підводний човен спеціального призначення                                                                | атомний підводний човен спеціального призначення                                                                |
| Розробник проєкту                                                                                         | ЦКБМТ «Рубін»                                                                                                   | ЦКБМТ «Рубін»                                                                                                   |
| Головний конструктор                                                                                      | Ковальов С. М.                                                                                                  | Ковальов С. М.                                                                                                  |
| Класифікація НАТО                                                                                         | Yankee-Stretch                                                                                                  | Yankee-Stretch                                                                                                  |
| Основні характеристики                                                                                    | | |
| Швидкість (надводна)                                                                                      | 15 вузлів (28 км/год)                                                                                           | 15 вузлів (28 км/год)                                                                                           |
| Швидкість (підводна)                                                                                      | 28 вузлів (51,9 км/год)                                                                                         | 28 вузлів (51,9 км/год)                                                                                         |
| Робоча глибина занурення                                                                                  | 320 м | 320 м |
| Гранична глибина занурення                                                                                | 400 м | 400 м |
| Автономність плавання                                                                                     | 100 діб | 100 діб |
| Екіпаж | 120 осіб | 120 осіб |
| Розміри                                                                                                   | | |
| Довжина найбільша (по КВЛ)                                                                                | 162,5 м | 162,5 м |
| Ширина корпусу найб.                                                                                      | 11,7 м | 11,7 м |
| Середня осадка (по КВЛ)                                                                                   | 7,9 м | 7,9 м |
| Водотоннажність надводна                                                                                  | 7 760 т | 7 760 т |
| Водотоннажність підводна                                                                                  | 11 500 т | 11 500 т |
| Силова установка                                                                                          | | |
| Атомна: 2 × водо-водяні ректори ВМ-2-4; 2 паротурбинні установки ОК-700; 2 турбозубчасті агрегати ТЗА-635 | | |
| Гвинти | 2 | 2 |
| Потужність                                                                                                | 2 × 90 000 к. с.                                                                                                | 2 × 90 000 к. с.                                                                                                |
| Озброєння                                                                                                 | | |
| Торпедно- мінне озброєння                                                                                 | 4 ТА калібру 533-мм (16 торпед, дві з ядерною ГЧ), 2 ТА калібру 400-мм (4-6 торпед)                             | 4 ТА калібру 533-мм (16 торпед, дві з ядерною ГЧ), 2 ТА калібру 400-мм (4-6 торпед)                             |

КС-411 «Оренбург» (рос. КС-411 «Оренбург») — радянський та російський атомний підводний човен спеціального призначення проєкту 09786, який базувався на проєкті 667АМ «Навага-М». Закладений 25 травня 1969 року на заводі завод № 402 у Сєверодвінську як ракетний підводний крейсер стратегічного призначення проєкту 667А «Навага». 16 січня 1970 року спущений на воду. 31 серпня 1970 року включений до складу Північного флоту ВМФ СРСР, у 1983-1990 роках переобладнано за проєктом 09774 у носій надмалих підводних човнів.